# Mahmud Iskandar
Al-Mutawakkil Alallah Sultan Iskandar Al-Haj ibni Almarhum Sultan Ismail, ook wel Mahmud Iskandar genoemd (8 april 1932 - 22 januari 2010) was de 24ste sultan van de zuidelijke Maleisische staat Johor. Hij volgde zijn vader Ismail van Johor op na diens dood op 10 mei 1981. Tussen 1984 en 1989 was hij bovendien de achtste Yang di-Pertuan Agong, oftewel koning van Maleisië.
In de jaren 60 won hij de eerste Johor Grand Prix. In 1977 vermoordde hij een man die hij verdacht van smokkelen. Normaal gezien zou Iskandar zes maanden celstraf krijgen, maar zijn vader gaf hem een koninklijk pardon. In 1993 viel hij een hockeycoach aan omdat hij de instructies van zijn zoon niet had gevolgd. Dit zou later tot een verandering in de Maleisische wet leiden waarin staat dat sultans ook de wet moeten respecteren.
Sultan Mahmud Iskandar overleed in januari 2010 op 77-jarige leeftijd. Zijn opvolger als sultan werd zijn oudste zoon, Ibrahim Ismail. Zijn derde dochter, Tunku Azizah, is getrouwd met Abdullah van Pahang, de sultan van Pahang. Hiermee draagt zij de titel Tengku Ampuan (koningin) van Pahang. Toen haar echtgenoot tussen 2019 en 2024 de zestiende Yang di-Pertuan Agong van Maleisië was, was zij bovendien de Raja Permaisuri Agong (opperkoningin) van Maleisië. Een kleindochter van Mahmud Iskander, Tunku Tun Aminah Maimunah, is sinds 2017 getrouwd met de Nederlander Dennis Verbaas.